# Encentrum marinum
Encentrum marinum är en hjuldjursart som först beskrevs av Félix Dujardin 1841.  Encentrum marinum ingår i släktet Encentrum och familjen Dicranophoridae. Arten är reproducerande i Sverige. Inga underarter finns listade i Catalogue of Life.